# Église Santa Maria Antiqua
L'église Santa Maria Antiqua est située sur le Forum Romain, au pied du Palatin. Construite au Ve siècle, il s'agit du plus ancien édifice chrétien du forum.

## Nom
Le nom italien de l'église est chiesa di Santa Maria Antiqua al Foro Romano, c'est-à-dire littéralement ancienne église Sainte-Marie du Forum Romain.

## Caractéristiques
L'église est située à la base et au nord du mont Palatin, dans le Forum Romanum.

Plan de l'église (le nord est à droite) : (1) Nef, (2) Presbytère, (3) Abside, (4) Chapelle de Théodose, (5) Chapelle des saints médicaux, (6) Rampe vers le mont Palatin, (7) Bibliothèque du temple d'Auguste, (8) Oratoire des Quarante-Martyrs, (9) Atrium devant l'église.

L'intérieur de l'église est décoré d'anciennes fresques de style byzantin, remontant aux papes Martin Ier (649-655), Jean VII (705-707) et Zacharie (741-752). Elle contient la représentation la plus ancienne à Rome de Santa Maria Regina, la Vierge Marie comme reine, remontant au VIe siècle,,.
La représentation de la Crucifixion débute partir du Ve siècle, avec un Christ vivant, dépourvu des marques de la douleur extrême (Christus triumphans, Christ triomphant). Celle de Santa Maria Antiqua (ca. 741-752) est une des premières de l'art monumental.

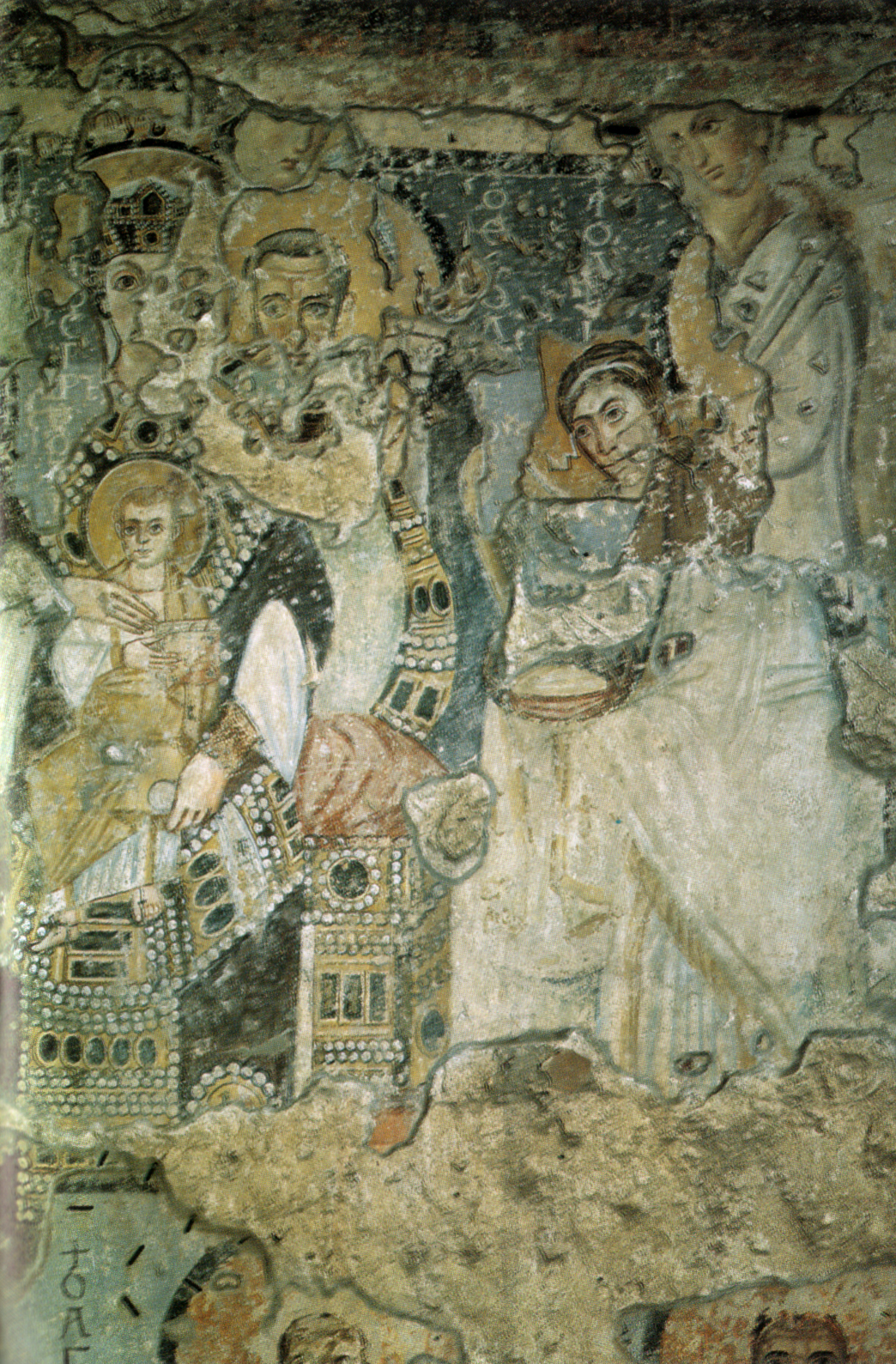
Détail : ange de l'Annonciation (565-578)
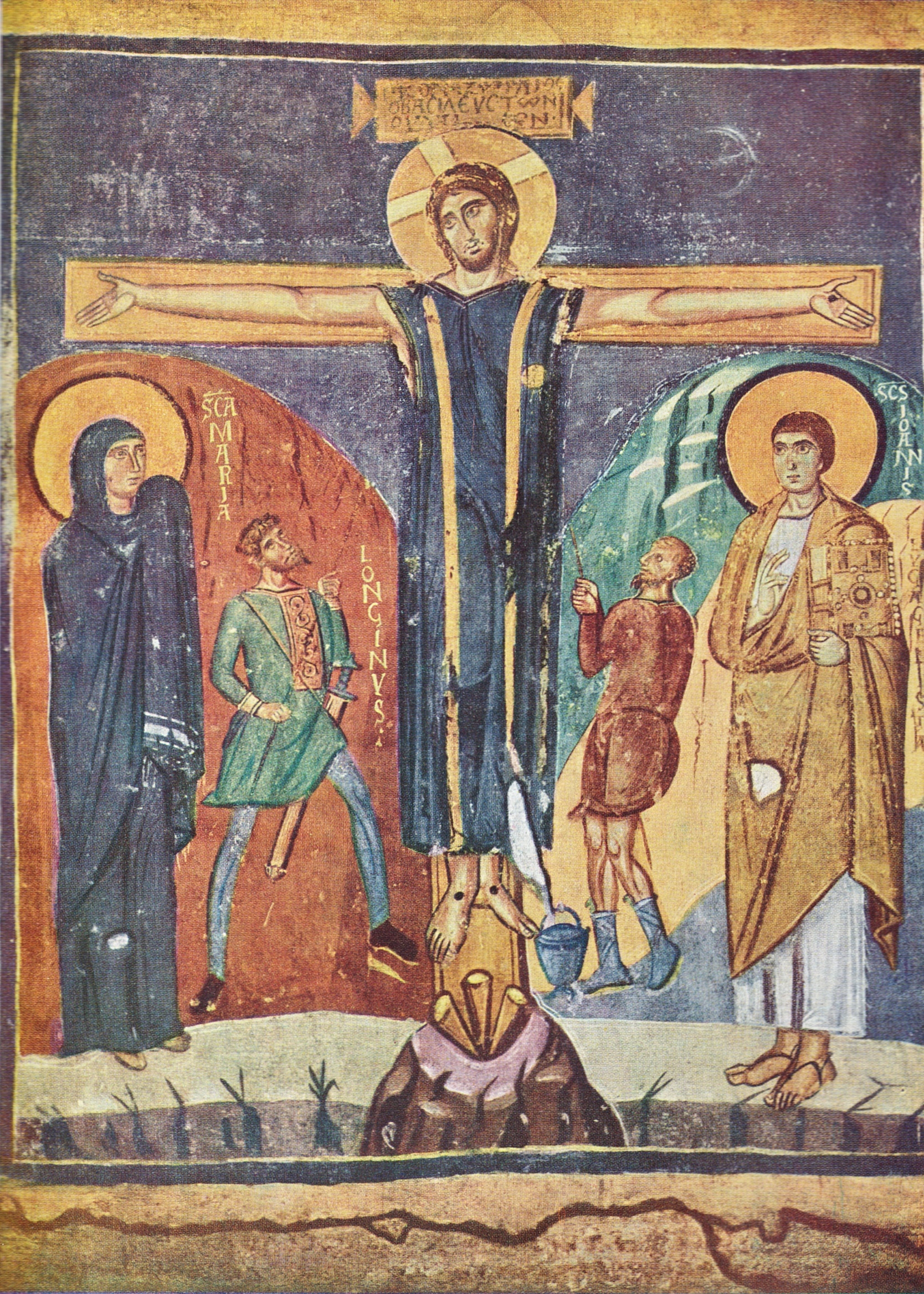
Crucifixion (741-752)
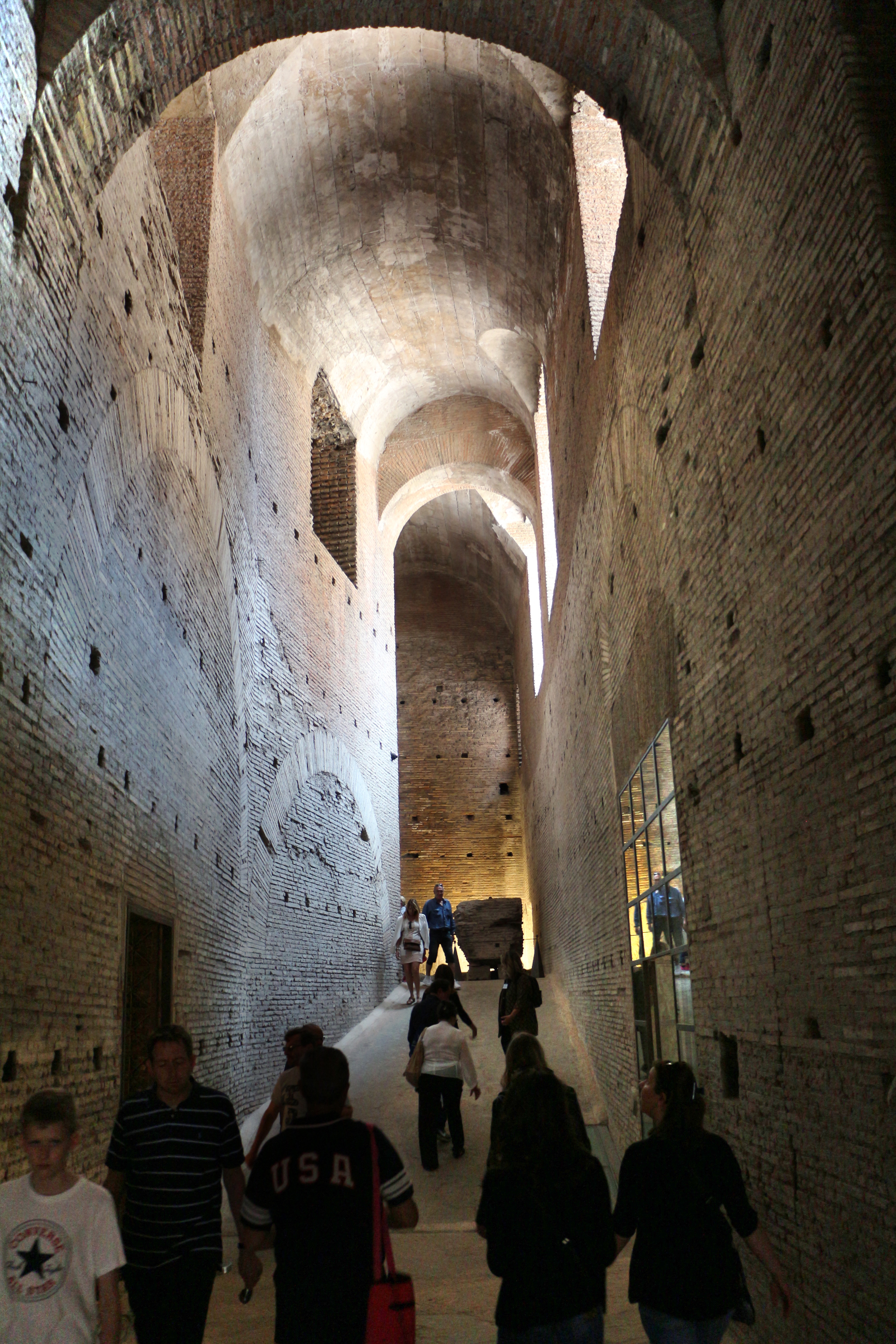
Rampe montant au Palatin.

## Historique

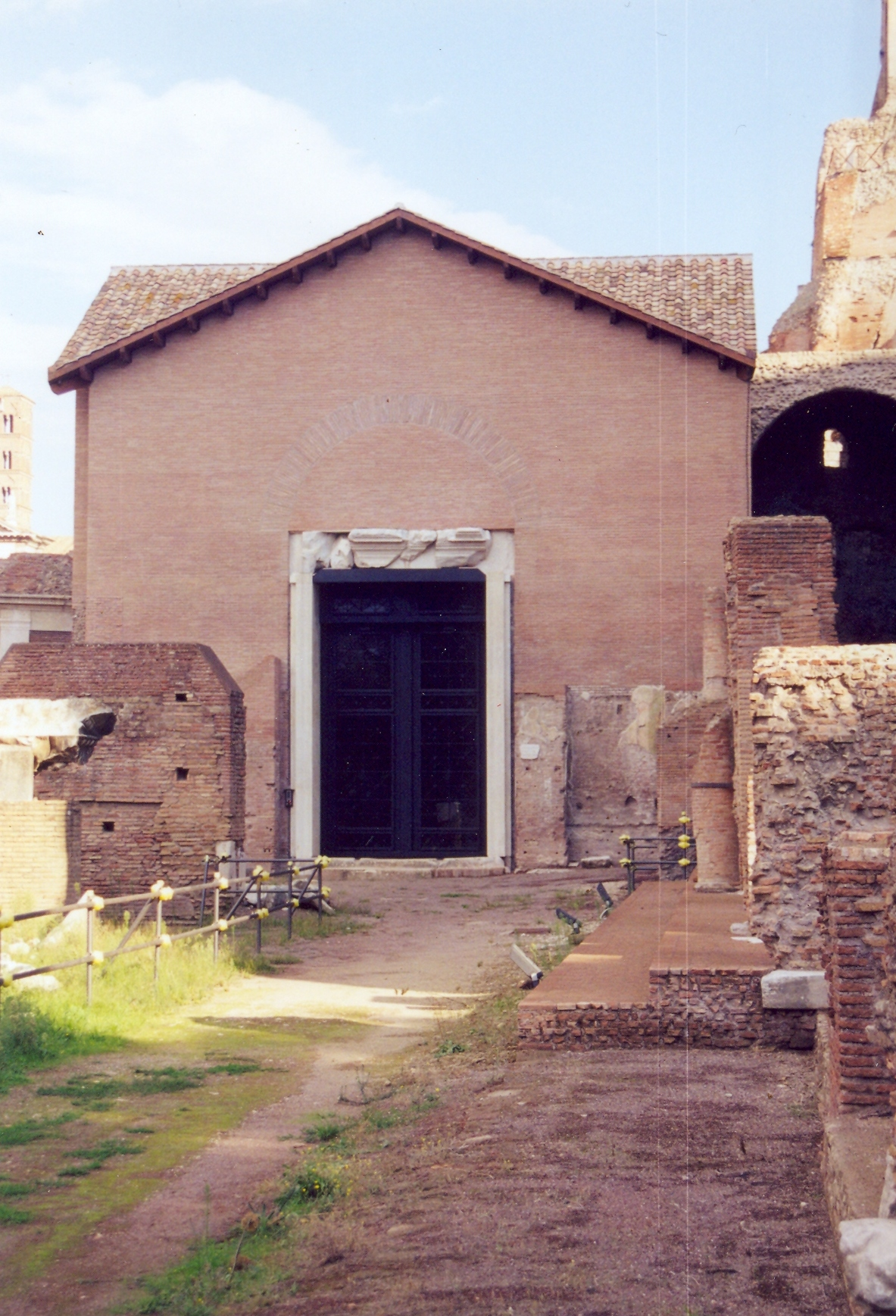
L'oratoire des Quarante Martyrs, près de l'entrée de l'église Santa Maria.

L'église est bâtie au Ve siècle en adaptant un bâtiment de la Rome impériale datant du règne de Domitien (Ier siècle). Le pape Jean VII l'utilise au début du VIIIe siècle comme siège de l'évêque de Rome.
L'église est abandonnée au IXe siècle et partiellement ensevelie en 847, lorsqu'un séisme fait s'effondrer sur elle des parties des palais impériaux. Une nouvelle église, Santa Maria Nova, est érigée à proximité par le pape Léon IV sur une portion ruinée du temple de Vénus et de Rome où s'élevait une chapelle commémorant la chute de Simon le Magicien. Santa Maria Antiqua est vandalisée pendant le sac de Rome par les Normands, en 1084.
En 1617, l'église Santa Maria Liberator est érigée sur ses ruines, mais elle est démolie en 1900, afin de restaurer les vestiges de l'ancienne église.
L'église est répertoriée sur la liste des édifices en danger du Fonds mondial pour les monuments en 2004.